# Maruá
Vila do Maruá ou Maruá (inicialmente aldeia de Veiros) é uma aldeia situada na margem direita do rio Xingu, no Estado do Pará. Fundada em 1759 pelos jesuítas após o desaparecimento da primitiva aldeia de Veiros, sete quilômetros acima desta.
Abandonada a aldeia de Veiros após a expulsão dos jesuítas, alguns anos depois os habitantes vizinhos fundaram a povoação de Maruá. Em 1872, era constituída apenas por oito palhoças em ruínas e somente duas em bom estado, com a presença de um pároco.
Em fevereiro, chegou ao local uma expedição, a bordo da embarcação Pará, onde encontrou apenas uma única habitante, uma tapuia, que morava em um sítio.
A matriz de fundação jesuíta, antiga capela erguida no início do século XVIII, coberta de palha havia desabado quase por completo. Ao pé do altar-mor esboroado, amontoavam-se os destroços das colunas do altar, com seus ornatos em pedaços (volutas e capitéis).
Em agosto de 2017, nas imediações desta povoação, na vila de "Ponta Grande", ocorreu o naufrágio da embarcação  Capitão Ribeiro, fazia o transporte clandestino de passageiros entre Santarém e Vitória do Xingu, levando a óbito no mínimo vinte pessoas e cinco desaparecidos.